# Rimavské Zalužany
Rimavské Zalužany és un poble i municipi d'Eslovàquia. Es troba a la regió de Banská Bystrica.

## Història
La primera menció escrita de la vila es remunta al 1362.

## Demografia
| Godina             | 1994 | 2004    | 2014   | 2024   |
| ------------------ | ---- | ------- | ------ | ------ |
| Nombre de persones | 377  | 324     | 340    | 339    |
| Diferència         |      | −14,05% | +4,93% | −0,29% |

| Godina             | 2023 | 2024   |
| ------------------ | ---- | ------ |
| Nombre de persones | 338  | 339    |
| Diferència         |      | +0,29% |